# Maria Walburga von Truchsess-Waldburg-Zeil

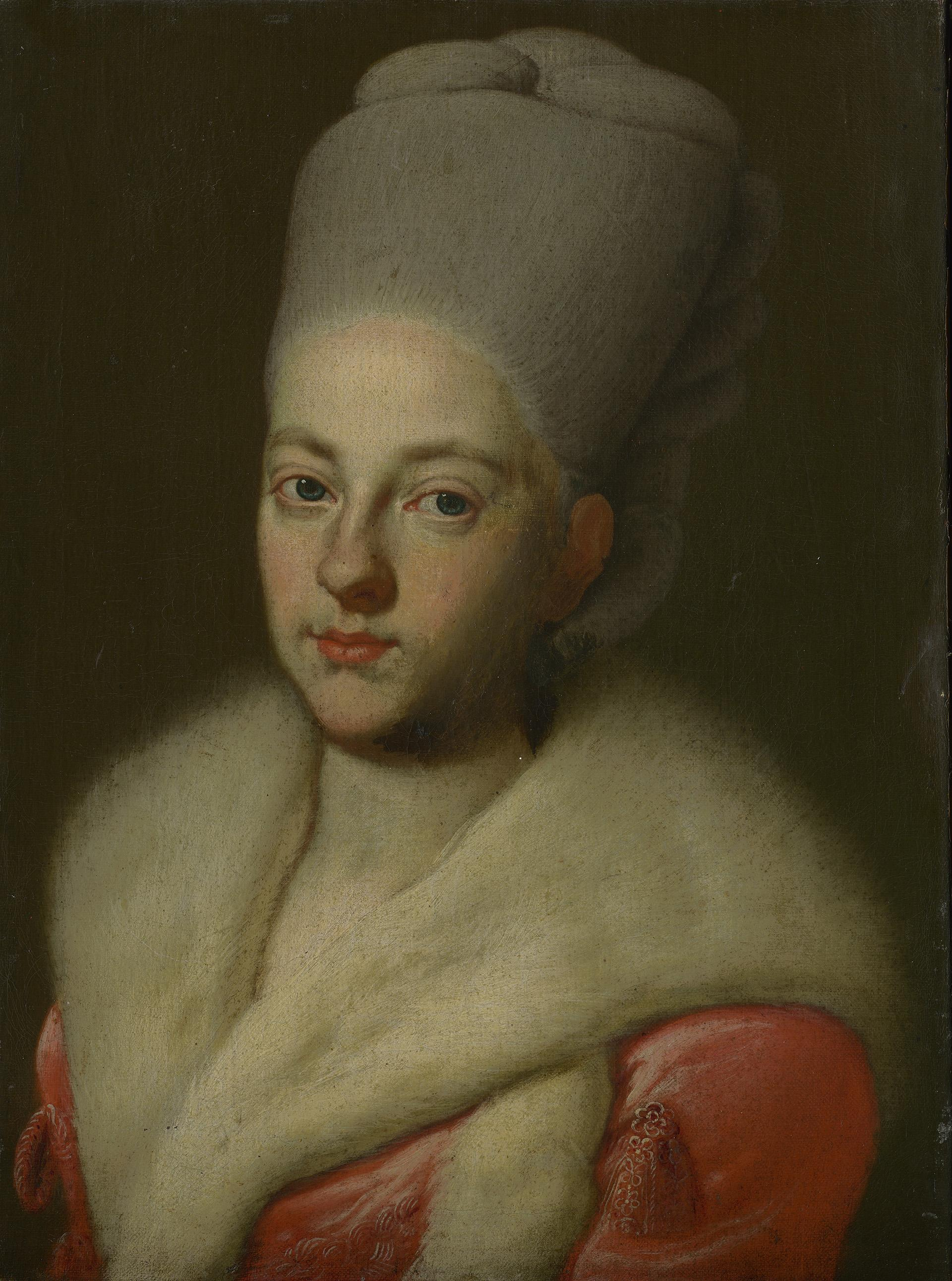
Maria Walburga von Truchsess-Waldburg-Zeil

Maria Walburga von Truchsess-Waldburg-Zeil (* 22. Oktober 1762 in Brünn als Maria Walburga von Harrach; † 25. Mai 1828 in Kunewald, Mähren) war Wohltäterin und Pädagogin.

## Herkunft
Maria Walburga von Harrach wurde als einziges Kind von Franz Xaver von Harrach und dessen Ehefrau Maria Rebekka Josepha von Hohenems geboren. 

## Leben
Ihre Kindheit verbrachte sie auf den väterlichen Schlössern Bistrau (Bystré u Poličky) und Kunewald (Kunín), sowie in Brünn und Wien.
Am 12. September 1779 heiratet sie im Alter von 16 Jahren Clemens Alois von Waldburg-Zeil. Im Abstand von jeweils zwei Jahren bekamen sie vier Kinder, wovon die ersten drei im ersten Lebensjahr starben. Nach der Geburt ihres vierten Kindes im Jahr 1786 und der Trennung von ihrem Ehemann wurde sie schwermütig. Ihr viertgeborener Sohn ging mit dem Vater nach Schwaben.
Allein auf Schloss Kunewald lebend, fand Maria Walburga von Truchsess ihre Lebensfreude wieder und verbrachte ihre Zeit mit Reiten, Jagen und Reisen. Sie knüpfte Kontakte zu den Brünner Freimaurern und den Illuminaten in Mähren und begann sich um das Kuhländchen verdient zu machen. Sie förderte den Anbau von Obst und Gemüse sowie die Zucht des bekannten Kuhländer Rinds und legte Baumschulen an. Zur Verbesserung der medizinischen Versorgung der Bevölkerung stellte sie einen Arzt zur Verfügung und weitete das Impfwesen aus. Besonders die Jugend war ihr ein Anliegen. Im Jahr 1788 eröffnete sie sowohl eine Knabenschule als auch eine kostenlose Schule für Mädchen. Auf ihrem Schloss Kunewald gründete sie ein Erziehungsinstitut, wo sie nicht nur Lehrmittel zur Verfügung stellte, sondern sich auch selbst am Unterricht beteiligte. Dieses nach dem Muster der Salzmannschen Anstalt in Schnepfenthal geführte Institut war sowohl interkonfessionell als auch für alle Bevölkerungsschichten offen und zählte zu den modernsten Bildungseinrichtungen in Mitteleuropa.
Als Herrscherin der Grafschaft Lustenau unternahm sie im Jahr 1808 eine Reise in ihre Ländereien, reformierte dort das Schulwesen und schenkte der Gemeinde die Alpen Schöner Mann und Briedler. In Hohenems stiftete sie eine Volksbibliothek.
Durch diesen kostenintensiven Lebensstil geriet Maria Walburga von Truchsess in finanzielle Schwierigkeiten und musste 1813 ihren Besitz in Lustenau und Hohenems verkaufen.
Wie sehr Walburga von Truchsess-Waldburg-Zeil im Kuhländchen verehrt wurde, ist auch im 21. Jahrhundert noch zu sehen: Anlässlich ihres 250. Geburtstages wurde 2012 in Kunewald ein Fest für „unsere gute Gräfin“ gefeiert.